# Öllölänjärvi
Öllölänjärvi är en sjö i kommunen Joensuu i landskapet Norra Karelen i Finland. Sjön ligger 130,6 meter över havet. Den är 12 meter djup. Arean är 2,42 kvadratkilometer och strandlinjen är 23,96 kilometer lång. Sjön  ingår i Jänisjokis huvudavrinningsområde.   Den ligger omkring 57 kilometer öster om Joensuu och omkring 400 kilometer nordöst om Helsingfors. 